# Вяление рыбы

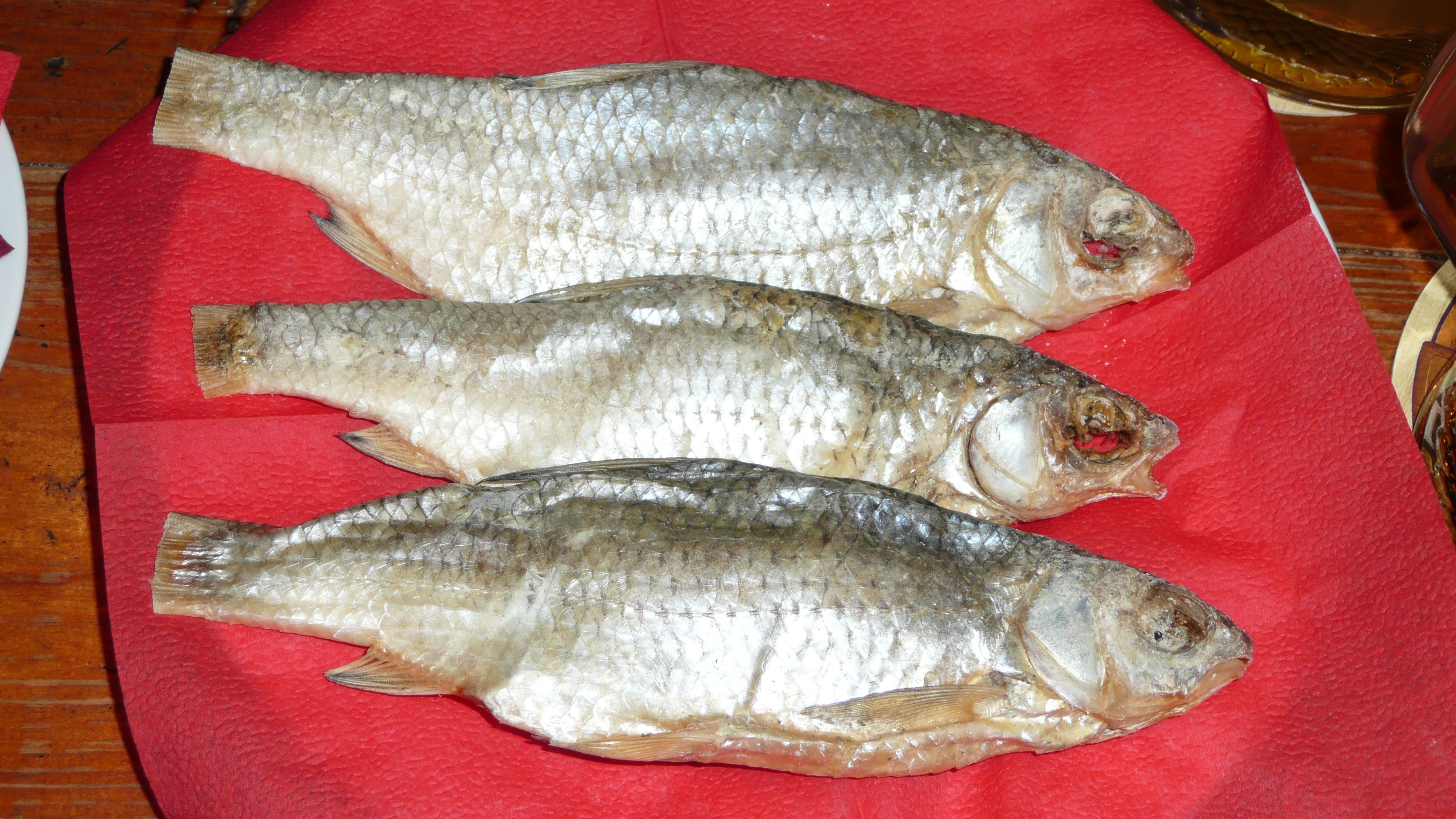
Вяленая вобла

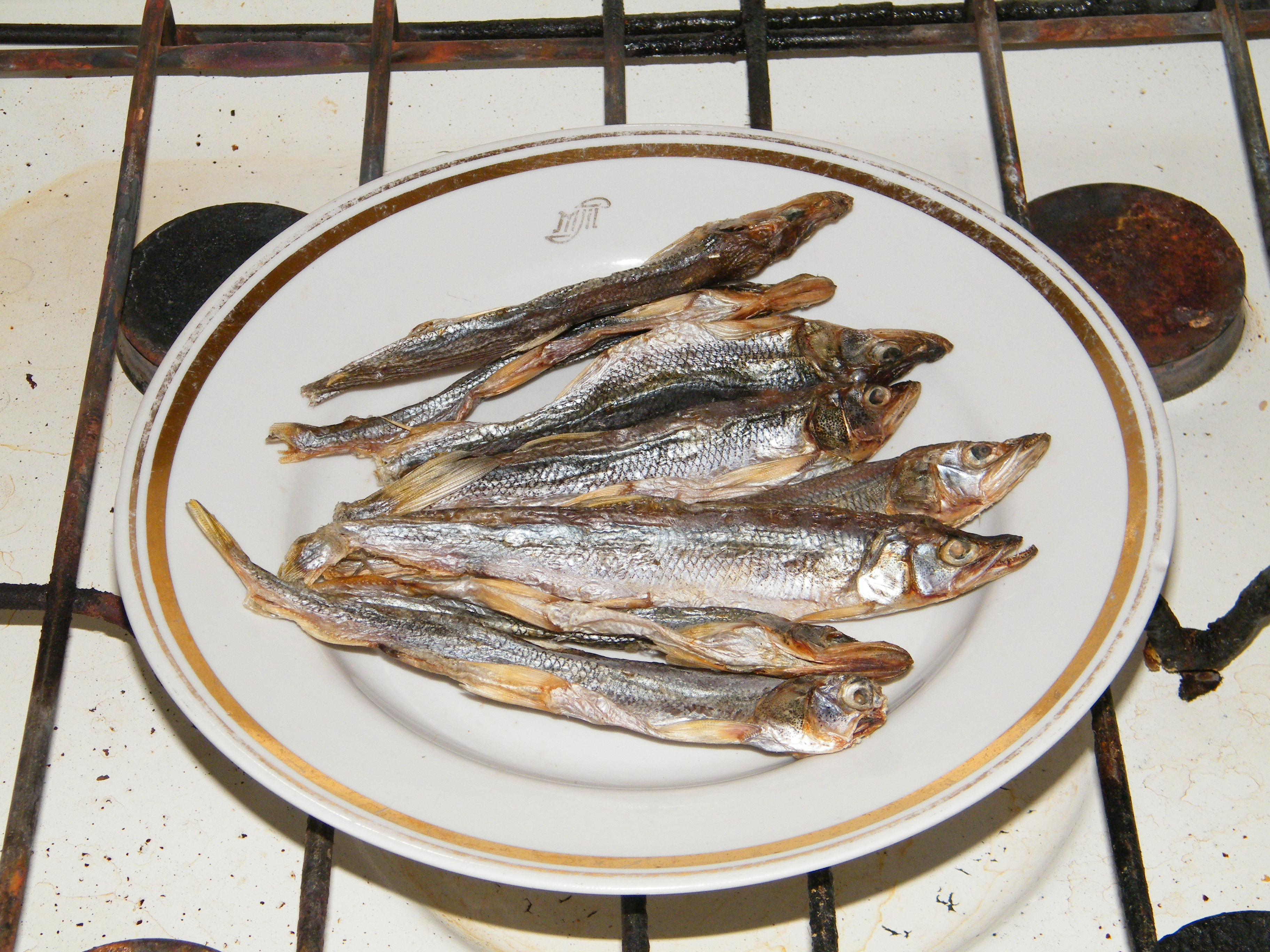
Вяленая корюшка

Вяление рыбы — способ консервирования рыбы путём медленного обезвоживания за счёт испарения влаги при температуре не выше 35 °C. Вяленая рыба — рыбный продукт высокой калорийности с особым пикантным вкусом. В кулинарии вяленую рыбу используют как закуску без дополнительной обработки.
В результате потери рыбой влаги уменьшается объём мышечных клеток и расслаиваются волокна, возникшие пустоты заполняются подкожным жиром и жироподобными веществами внутренностей, а также продуктами распада белка и окисления жира. Равномерно распределяясь в тканях, жиро-белковые образования придают им янтарный цвет, маслянистость и полупрозрачность. Созревшая рыба теряет вкус сырости и приобретает своеобразный вкус и аромат гастрономического продукта. В результате этих сложных биохимических процессов рыба во время вяления созревает.
Наиболее популярными вялеными продуктами являются вобла, лещ и тарань. Кроме того, на изготовление вяленой продукции также направляют рыбца, шемаю, жереха, усача, барабулю, тюльку, бесуго, зубана, мойву, скумбрию, хека, клыкача. Вяление рыбы традиционно производят в естественных условиях на воздухе под воздействием солнечного света. Лучшие естественные условия для вяления рыбы предоставляет весна, когда температура воздуха ещё невысокая, воздух чист и богат озоном. Несмотря на большой спрос на вяленую продукцию, выпуск вялено-сушёной рыбы в СССР не превышал 1 % от общего выпуска пищевой рыбной продукции из-за климатических ограничений. Для вяления рыбы в искусственных условиях применяются специальные тоннельные установки с непрерывной циркуляцией воздуха.

## Технология вяления рыбы
На вяление допускается свежая рыба не ниже первого сорта. После промывки пресной водой отсортированную по размерам живую или охлаждённую рыбу направляют в посол смешанным способом. Для этого в ёмкость для посола наливают тузлук в количестве 20-30 % от массы рыбы-сырца. Рыбу укладывают в ёмкость рядами, пересыпая каждый ряд солью. Соль по рядам распределяется неравномерно: на нижние ряды дают меньше соли, на верхние — больше. Для равномерного просаливания рыбу перемешивают. Посол крупной воблы продолжается 3,5—6 суток, мелкой — 2,5—3,5 суток, крупного разделанного леща — 4—5 суток, среднего неразделанного — 5—6 суток. Мелкую рыбу (тюльку, бычка, корюшку, хамсу) солят в тузлуке 7—15 минут. После посола рыбу промывают в пресной воде для удаления соли с поверхности, затем вручную нанизывают на бечеву через глаза при помощи шпильки (иголки) так, чтобы рыбы были повёрнуты брюшком в одну сторону. Нанизанную приблизительно по 15 штук рыбу навешивают на многоярусные вешала. Крупная вобла вялится на вешалах 17—30 суток, мелкая — 13—15 суток. Мелкую рыбу вялят россыпью на настилах или сетках толщиной в один слой рыбы в течение 2—7 суток. Выход готовой продукции составляет 45 %. Мясо готовой вяленой рыбы сильно уплотнено, имеет янтарную окраску, при нажиме на разрезе выступает жир, икра приобретает плотную консистенцию. Вяленая вобла имеет слегка горьковатый привкус. Снятую с вешалов рыбу разбирают и связывают по 40-50 штук одного размера и сорта и упаковывают в рогожные кули или деревянные ящики. Срок хранения вяленой рыбы зависит от жирности рыбы и внешней температуры и составляет от двух до четырёх месяцев.